# Nicole Orlando
Nicole Orlando (Biella, 8 novembre 1993) è un'atleta paralimpica italiana.

## Biografia
Tesserata per la società di ginnastica La Marmora - Team Ability Biella, inizia l'attività sportiva a soli tre anni, la mamma Roberta e papà Giovambattista, la iscrivono nella società, lasciandola nelle mani di Anna Miglietta, medaglia di bronzo ai mondiali di ginnastica ritmica di Cuba. 
Atleta polivalente, in principio si cimenta in molte discipline, ginnastica e nuoto su tutte, prima dell'approdo definitivo all'atletica leggera. 
Attualmente specializzata sui 100 e 200 metri, nel lancio del giavellotto, nel salto in lungo e nel triathlon, Nicole entra a far parte del giro della nazionale in occasione dei campionati europei IAADS di Roma 2013, a 20 anni. 
A Roma vince tre ori nei 100 metri, nel salto in lungo e nella staffetta 4×100 m; Nicole si ripeterà agli Open European Championships IAADS di Póvoa de Varzim nel 2014, vincendo le stesse specialità dell'anno precedente in Italia. 
Attualmente è detentrice dei record mondiale nel triathlon, salto in lungo, 4×100 m e 4×400 m e dei record europei nel getto del peso e nel lancio del disco. 
Ai mondiali 2015 di Bloemfontein in Sudafrica, alla prima apparizione in un campionato mondiale, Nicole si conferma assoluta dominatrice dei 100 metri, nei 200 metri, nella staffetta 4×100 m, del triathlon e del salto in lungo vincendo quattro ori e un argento e fissando il nuovo record mondiale nel triathlon; il record citato va a sommarsi a quello ottenuto nel salto in lungo nel 2014, fissato a 2 metri e 81 cm.
È proprio in Sudafrica che una foto scattata da Mauro Ficerai, e postata sul profilo Facebook Fisdir Federazione diventa immediatamente di dominio pubblico, ripresa addirittura dal premier Matteo Renzi che scrive: "Avete fatto onore al nostro Paese, a tutti quelli che non si arrendono mai. Siete un esempio per tutti. La più brava di tutti è stata Nicole Orlando che ha vinto 4 medaglie d'oro (anche un record del mondo) e un argento. Ma bravi sono stati tutti gli atleti che hanno partecipato perché hanno dimostrato che l'Italia è all'avanguardia in questo campo". 
La storia di Nicole fa il giro dell'Italia e del mondo in pochi giorni e nel discorso di fine anno, il Presidente della Repubblica Sergio Mattarella, la cita al pari di Fabiola Gianotti e Samantha Cristoforetti: "L'Italia è ricca di persone e di esperienze positive. A tutte loro deve andare il nostro grazie. Sono ben rappresentate da alcune figure emblematiche come Fabiola Gianotti che assumerà la direzione del Cern di Ginevra, Samantha Cristoforetti che abbiamo seguito con affetto nello spazio, Nicole Orlando, l'atleta paraolimpica che ha vinto quattro medaglie d'oro". 
Inoltre ha partecipato all'undicesima edizione del programma televisivo Ballando con le stelle, classificandosi quinta in coppia con il ballerino Stefano Oradei.
Nicole, inoltre, ha partecipato ai Trisome Games: le prime olimpiadi per atleti con la sindrome di Down, tenutisi a Firenze, dal 15 al 22 luglio 2016.
Nel 2016 ha pubblicato un libro scritto a quattro mani con la giornalista Alessia Cruciani intitolato "Vietato dire non ce la faccio" (edizioni Piemme).